# Comuna Zorkine, Nîjnohirskîi
Zorkine (în ucraineană Зоркіне) este o comună în raionul Nîjnohirskîi, Republica Autonomă Crimeea, Ucraina, formată din satele Mejove, Nijînske, Șîroke și Zorkine (reședința).

## Demografie
Componența lingvistică a comunei Zorkine
     Rusă (65,13%)
     Tătară crimeeană (22,7%)
     Ucraineană (11,09%)
     Alte limbi (0,05%)
Conform recensământului din 2001, majoritatea populației comunei Zorkine era vorbitoare de rusă (65,13%), existând în minoritate și vorbitori de tătară crimeeană (22,7%) și ucraineană (11,09%).